# Inspectorat județean pentru situații de urgență

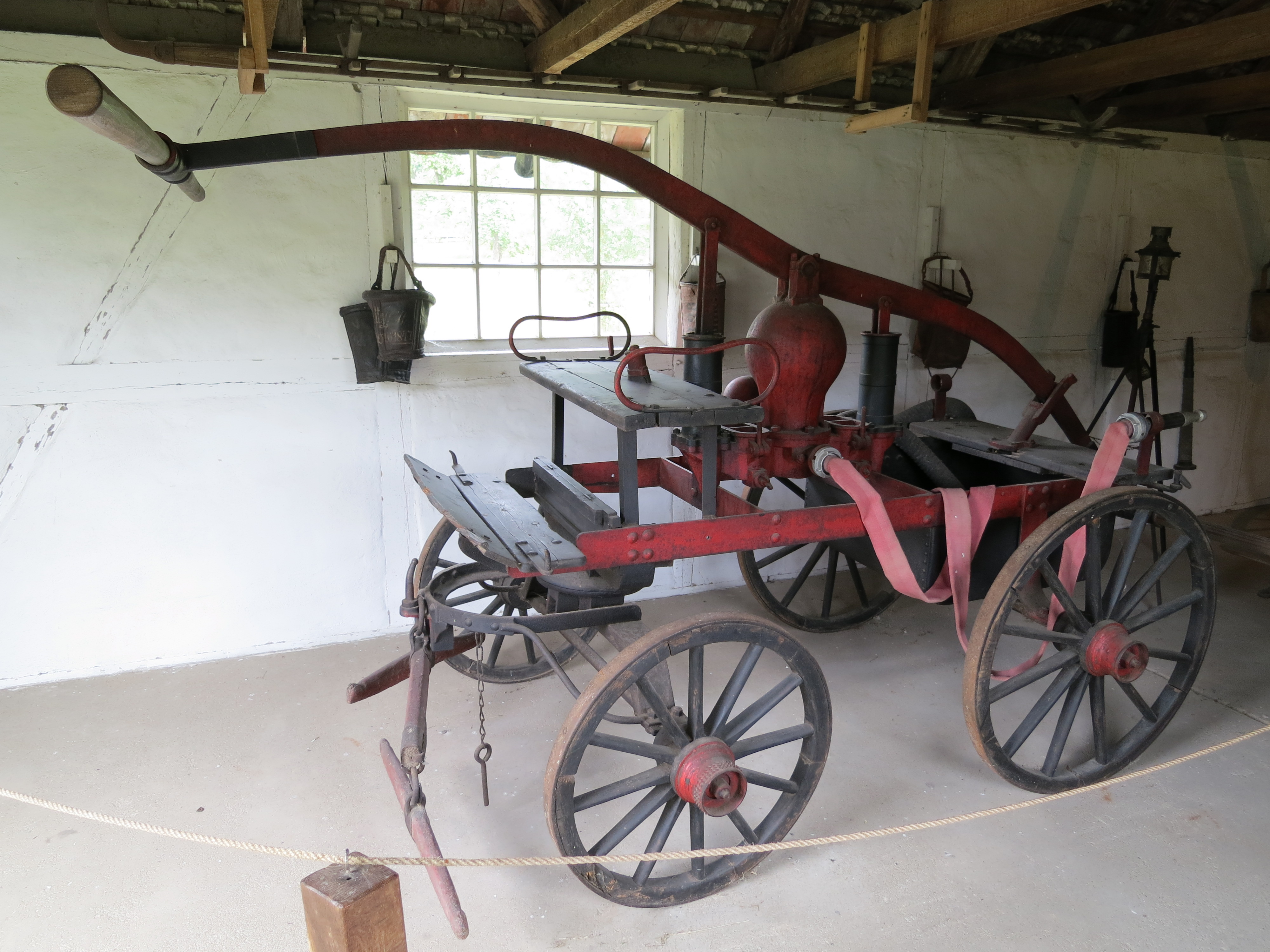
Pompă manuală de stingere a incendiilor trasă de cai din jurul anului 1900

Inspectoratul  județean  pentru situații de urgență (acronim: ISU) este o instituție publică (Departament Județean de Pompieri), structură specializată în domeniul apărării împotriva incendiilor și protecției civile constituie în fiecare județ și în municipiul București  ca servicii public deconcentrate în subordinea Inspectoratului General pentru Situații de Urgentă (I.G.S.U.), denumit în continuare Inspectorat General. Fiecare inspectorat are o zonă de competență și subunități (detașamente, stație de pompieri, gărzi de intervenție) care își  desfășoară activitatea la nivelul județului în baza regulamentului de organizare și funcționare iar acestea sunt conduse de inspector șef.
În București inspectoratul are mai multe Grupuri de intervenție.

## Compunerea personalului
- ofițeri, maiștri militari și subofițeri de protecție civilă, pompieri și specialiști;
- funcționari publici calificați;
- personal contractual operativ de execuție, atestat în meseriile de protecție civilă, pompieri și alte specialități;
- personal contractual auxiliar;
- voluntari.

Pompierii profesioniști au grad militar. Potrivit gradelor pe care le au, cadrele militare sunt constituite în corpul soldaților și gradaților voluntari, corpul subofițerilor, corpul maiștrilor militari și corpul ofițerilor..

## Structuri specializate în cadrul I.S.U.
.

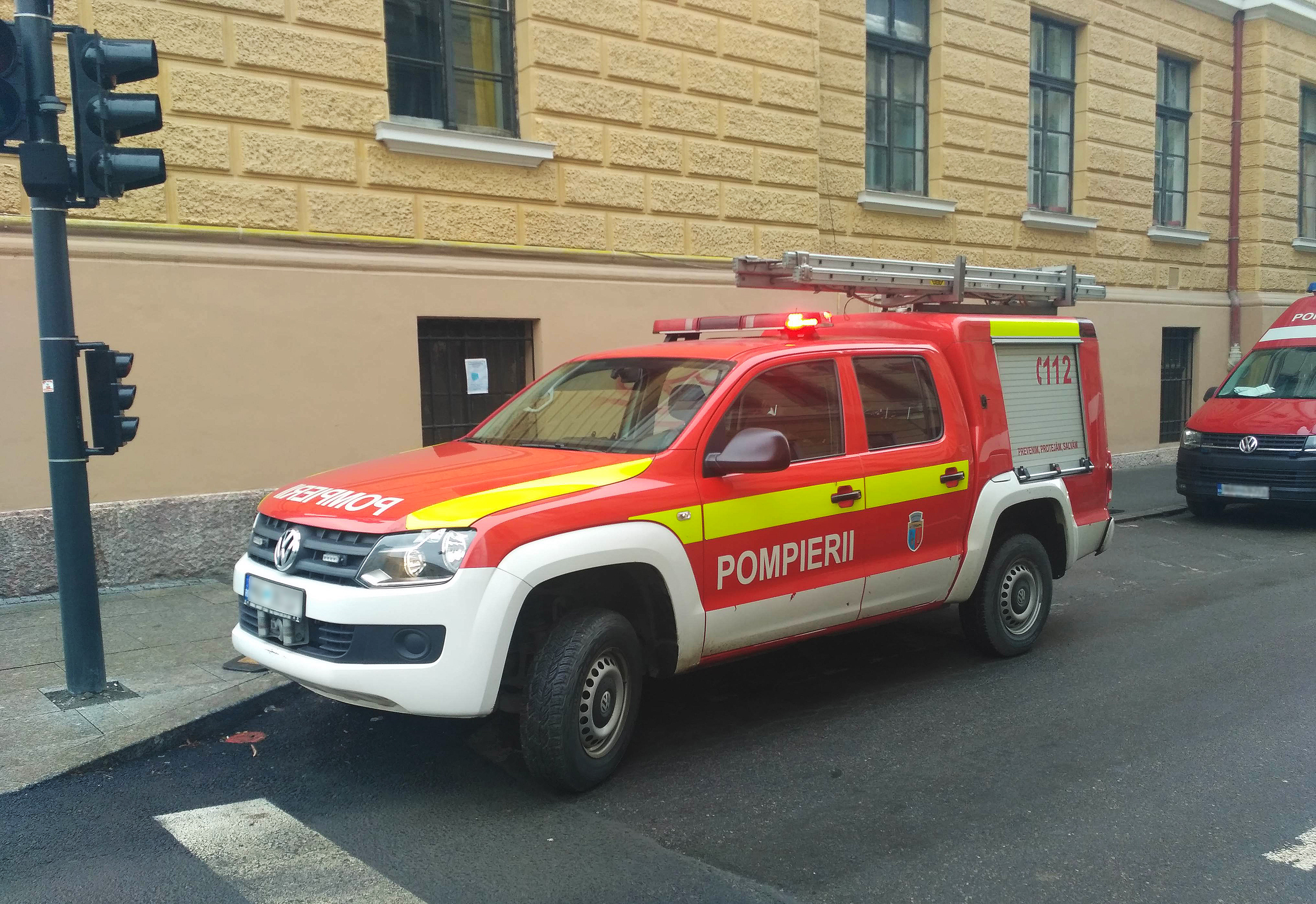
Autospeciala pentru prima interventie si comanda Detașamentul de Pompieri Cluj-Napoca

- centrul operațional, care îndeplinește permanent, la nivelul zonei de competență, atribuțiile  privind monitorizarea, evaluarea, înștiințarea, avertizarea, prealarmarea, alertarea și coordonarea tehnică operațională a intervențiilor pentru gestionarea situațiilor de urgență;
- inspecția de prevenire, care îndeplinește, la nivelul județului, atribuțiile pe linie de avizare/autorizare, informare publică preventivă, îndrumare și control privind prevenirea situațiilor de urgență;
- structura de pregătire pentru intervenție și reziliența comunităților, cu responsabilități în domeniul pregătirii personalului operativ propriu, precum și a populației privind comportarea în situații de urgență;
- subunități de intervenție organizate ca grupuri de prevenire și intervenție, detașamente speciale, detașamente, secții, stații, pichete de pompieri, de protecție civilă și mixte, având în componență un număr variabil de echipe și echipaje specializate pe tipuri de intervenții, precum și alte structuri necesare îndeplinirii misiunilor încredințate;
- structuri de suport logistic;
- alte structuri funcționale (informare și relații publice, resurse umane, financiar, comunicații, etc.).

## Organizarea sistemului județean pentru situații de urgență
Compunere sistem județean pentru situații de urgență
- servicii de urgență profesioniste și servicii de urgență voluntare( I.J.S.U. și S.V.S.U.)
- centre operative și centru județean de coordonare și conducere a intervenției(C.J.C.C.I.);
- centre operative pentru situație de urgență(C.O.S.U.) la instituții și agenți economici;
- comandantul acțiunii.

Comitetele pentru situații de urgență sunt
- Comitetul Municipiului București pentru situații de urgență(C.M.S.U.);
- comitetele județene pentru situații de urgență(C.J.S.U.);
- comitetele locale pentru situații de urgență(C.L.S.U.).

Comitetele pentru situații de urgență sunt organisme interinstituționale cu rol decizional în managementul situațiilor de urgență, hotărârile acestora având caracter obligatoriu pentru destinatarii acestora.
C.J.S.U.
Comitetul județean pentru situații de urgență(C.J.S.U.) este constituite la nivelul județului sub conducerea prefecțului, denumit în continuare comitet județean.
Din comitetul județean face parte președintele consiliului județean, șefi de servicii deconcentrate, descentralizate și de gospodărie comunală și alți manageri ai unor instituții și societăți comerciale de interes județean care îndeplinesc funcții de sprijin în gestionarea situațiilor de urgență, precum și manageri ai agenților economici care, prin specificul activității, constituie factori de risc  potențial generatori de situații de urgență.
În cadrul comitetului județean, inspectorul-șef al inspectoratului pentru situații de urgență județean este vicepreședintele cu atribuții de coordonare unitară a tuturor componentelor cu responsabilități în realizarea intervenției.
Serviciul de urgență profesionist, prin centru operațional(C.O.), asigura secretariatul tehnic permanent al comitetului județene și al Comitetului Municipiului București pentru Situații de Urgență(C.J.S.U.).
Serviciile publice de urgență asigura, potrivit competentelor legale în unitățile administrativ-teritoriale în care funcționează, cooperarea în domeniile protecției civile, apărării împotriva incendiilor și gestionării situațiilor de urgență.
C.L.S.U.
Comitete locale pentru situații de urgență(C.L.S.U.) se constituie la nivelul municipiilor, orașelor, sectoarelor municipiului București, precum și al comunelor sub conducerea primarului, denumite în continuare comitete locale.
Din comitetul local fac parte un viceprimar, secretarul comunei, orașului, sectorului sau municipiului, după caz, și reprezentanți ai serviciilor publice și ai principalelor instituții și agenți economici din unitatea administrativ-teritorială respectiva, precum și manageri sau conducători ai agenților economici, filialelor, sucursalelor ori punctelor de lucru locale, care, prin specificul activității, constituie factori de risc  potențial generatori de situații de urgență .

## Atribuții principale inspectoratul județean
.

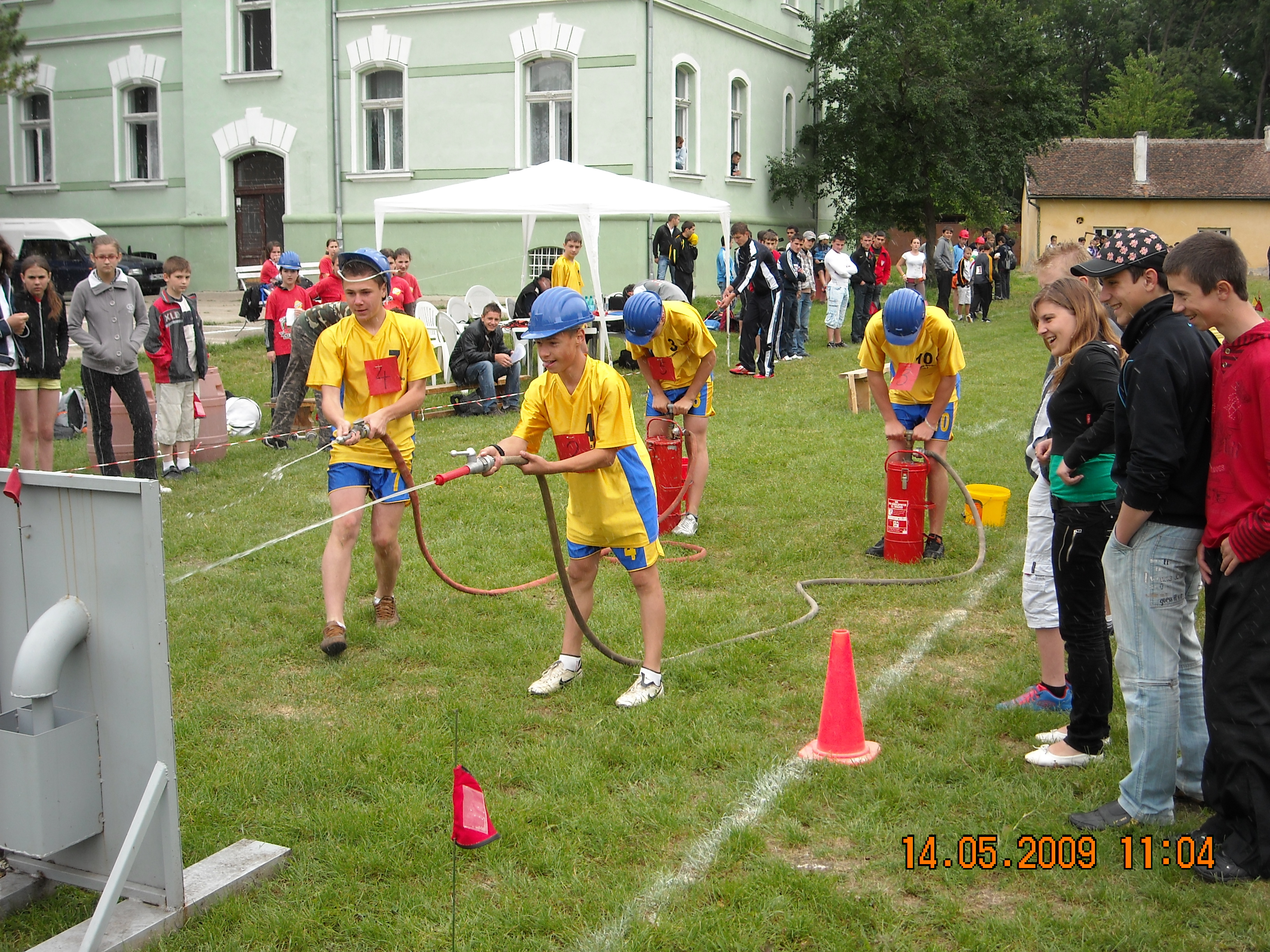
Concurs cercuri de elevi „Prietenii pompierilor” Timișoara, etapa județeană 2009

- planifică și desfășoară controale de prevenire privind modul de aplicare a prevederilor legale;
- desfășoară activități de informare publică pentru cunoașterea de către cetățeni a tipurilor de risc specifice zonei de competență, măsurilor de prevenire, precum și a conduitei de urmat pe timpul situațiilor de urgență (inundații, cutremur, alunecare de teren, etc.);
- participă la elaborarea reglementărilor specifice zonei de competență și avizează dispozițiile în domeniul prevenirii și intervenției în situații de urgență, emise de autoritățile publice locale, etc;
- emite avize și autorizații, în condițiile legii;
- monitorizează și evaluează tipurile de riscuri ;
- participă la elaborarea și derularea programelor pentru pregătirea autorităților, serviciilor de urgență voluntare și private, precum și a populației;
- organizează pregătirea populației privind comportarea în situații de urgență;
- stingere incendiilor cu forțe proprii sau în cooperare, activități de înștiințare, avertizare, alarmare, alertare, evacuare, adăpostire, căutare, salvare, descarcerare, deblocare, prim ajutor sau asistență medicală de urgență prim module (SMURD), asanare de muniție neexplodată;
- controlează și îndrumă structurile subordonate, serviciile publice și private de urgență;
- participă la identificarea resurselor umane și materialelor disponibile pentru răspuns în situații de urgență;
- planifică și desfășoară exerciții, aplicații și alte activități de pregătire, pentru verificarea viabilității documentelor operative;
- stabilește, împreună cu organele abilitate de lege, cauzele probabile ale incendiului;
- controlează respectarea criteriilor de performanță, stabilite în condițiile legii, în organizarea și dotarea  serviciilor voluntare și private, precum și activitatea acestora;
- constată și sancționează, prin personalul desemnat, încălcarea dispozițiilor legale;
- organizează concursuri profesionale locale și județene cu serviciile voluntare și private, precum și acțiuni educative cu cercurile tehnico-aplicative din școli Prietenii pompierilor[4].

Anual I.G.S.U. și unitățile I.S.U. Județene cu sprijinul autorităților și asociațiilor profesionale organizează concursuri profesionale ale serviciilor voluntare și private pentru situații de urgență din România, cercuri de elevi Prietenii pompierilor și cu tematica de protecție civila ,Cu viața mea apar viața" conform regulamentelor de concurs.

## Domenii de acțiune
.

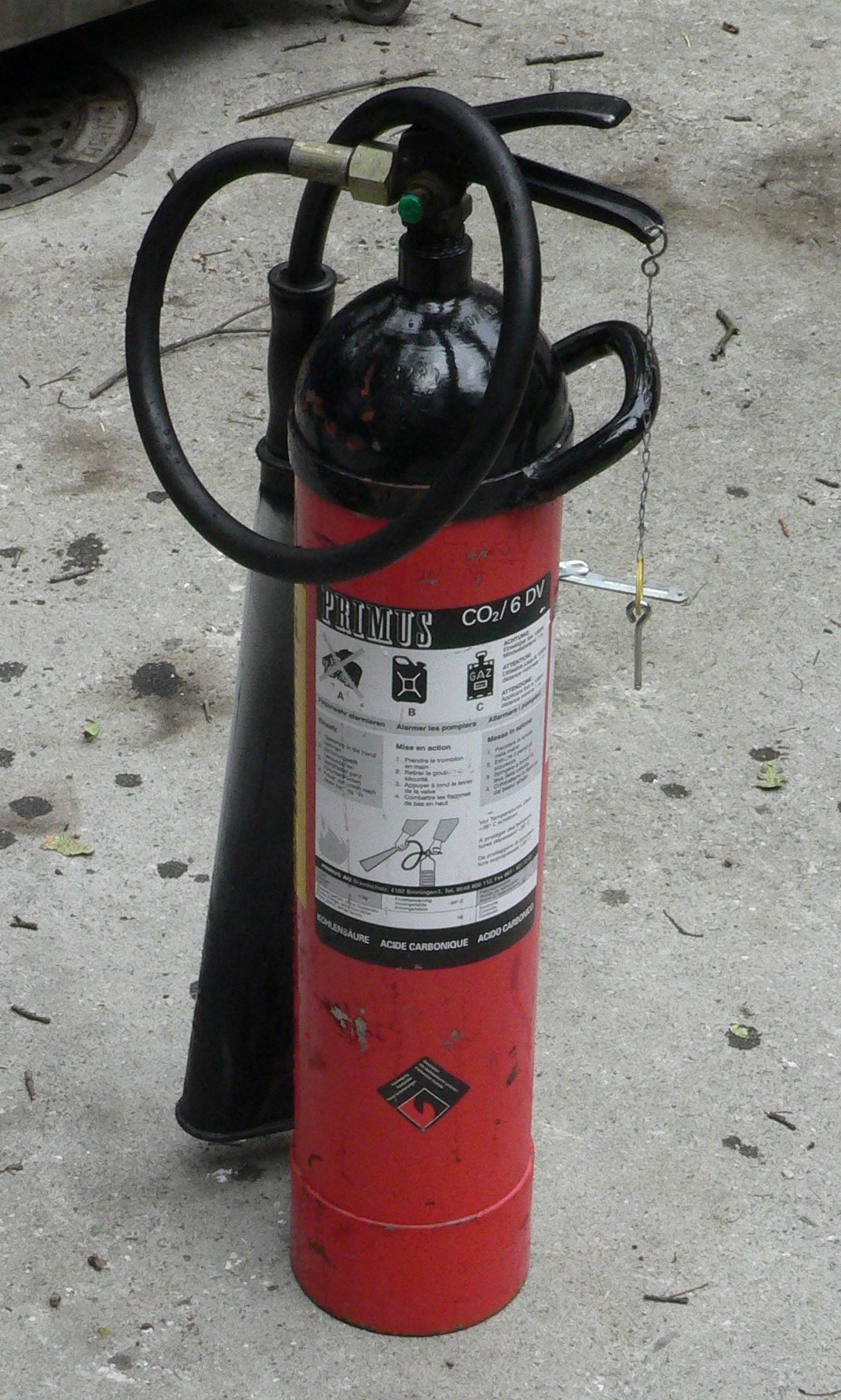
Un stingător cu CO2

Autoritățile responsabile asigură managementul tipului de risc repartizat pe următoarele domenii de acțiune:
- prevenire - ansamblul acțiunilor desfășurate de autoritățile responsabile, care vizează identificarea, evaluarea și reducerea riscurilor de producere a situațiilor de urgență, în scopul protejării vieții, mediului și bunurilor împotriva efectelor negative ale acestora;
- pregătire - ansamblul de măsuri și acțiuni prealabile, subsumate activităților de prevenire și răspuns, cu caracter permanent, desfășurate de autoritățile responsabile;
- răspuns - ansamblul acțiunilor desfășurate de autoritățile responsabile pentru planificarea, organizarea, coordonarea și conducerea operațională a capabilităților implicate în acțiunile de intervenție operativă pentru limitarea și înlăturarea efectelor negative ale situației de urgență, până la restabilirea stării provizorii de normalitate, etc.

Domenii de acțiune privind pregătirea vizează:
- informarea și pregătirea populației pentru cunoașterea modului de acțiune în sprijinul autorităților responsabile și pentru asigurarea autoprotecției individuale și colective;
- pregătirea personalului autorităților responsabile, în concordanță cu responsabilitățile ce le revin;
- pregătirea resurselor de intervenție, prin asigurarea existenței, suficienței și operativității bazei materiale și tehnicii utilizate în intervenția operativă;
- pregătirea elementelor de infrastructură critică, prin menținerea, întreținerea și testarea acestora, pe baza sistemului de asigurare a calității acceptat la nivel internațional.

Categoriile de personal care fac obiectul acțiunilor prevăzute la primele două aliniate, formele și metode de pregătire, periodicitatea se stabilesc prin planuri de pregătire în domeniul situațiilor de urgență, avizate de Inspectoratul General pentru Situații de Urgență și aprobate de președinții comitetelor pentru situații de urgență, potrivit legii.
Structura-cadru a planului de pregătire în domeniul situațiilor de urgență se stabilește de Inspectoratul General pentru Situații de Urgență.
Ministerul Afacerilor Interne planifică și asigură integrat coordonarea operațională a capabilităților implicate în acțiunile de intervenție operativă pentru toate tipurile de risc, pe domeniul de acțiune.
La nivelul județelor și al municipiului București, precum și al celorlalte unități administrativ-teritoriale, prin grija structurilor teritoriale aflate în subordinea, sub autoritatea sau coordonarea autorităților responsabile, se elaborează planuri de acțiune pe tipuri de risc, care se aprobă de președintele comitetului județean/al municipiului București pentru situații de urgență.

## Structuri de intervenție

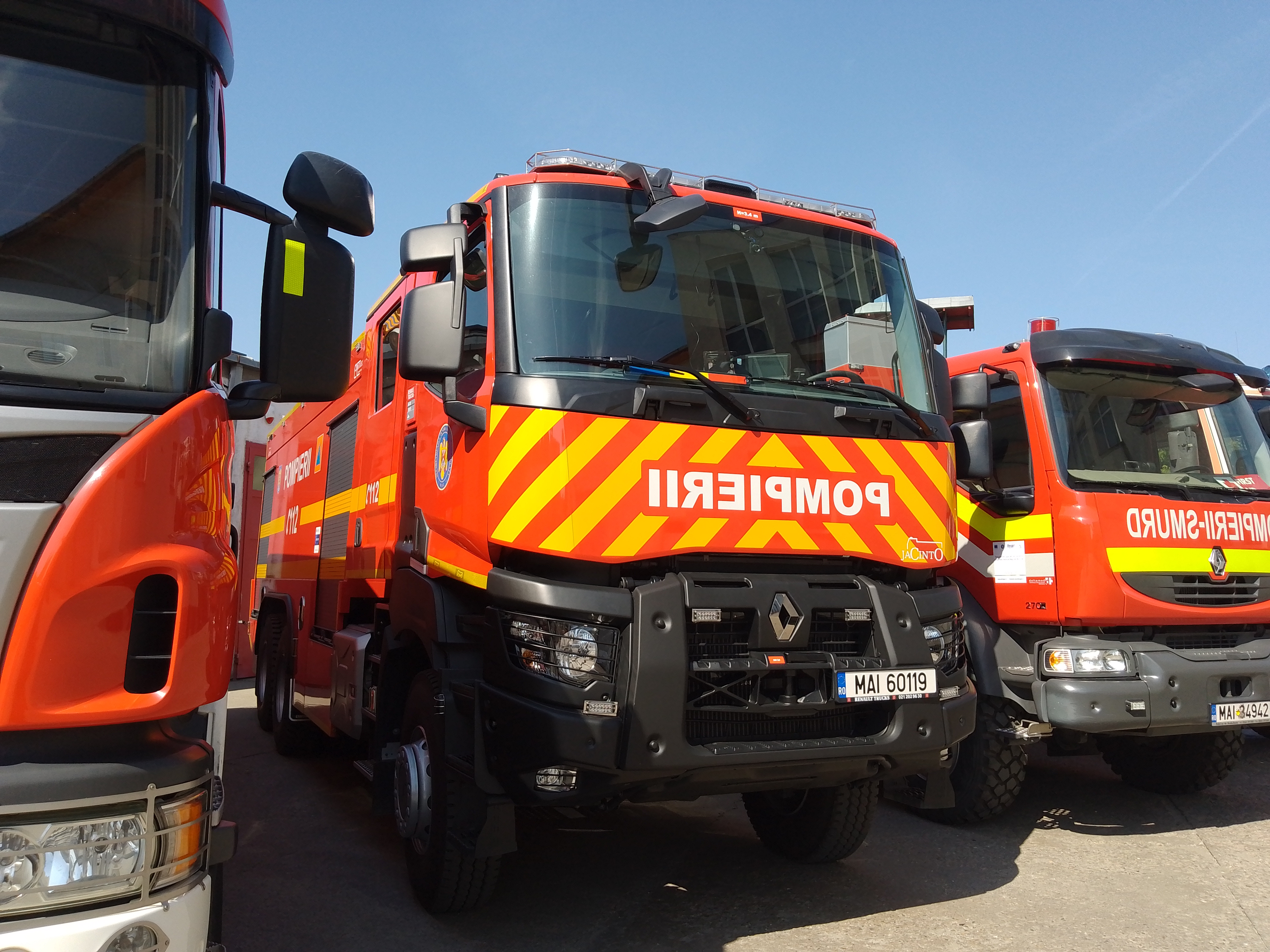
Autospeciala de Stingere AT10000 din cadrul Detașamentului 1 de Pompieri Cluj-Napoca

Structuri de intervenție din cadrul inspectoratului județean/al municipiului București pentru situații de urgență:
- grupul de intervenție are în subordine 3-4 subunități de valoare detașament special, detașament și/sau secție/stație/pichet;
- detașamentul special are în compunere un număr variabil de echipaje de intervenție și alte structuri specializate;
- detașamentul are în subordine minimum 7 echipaje de intervenție;
- secția are în organică 5-6 echipaje de intervenție.
- stația de intervenție are în subordine 3-4 echipaje de intervenție;
- pichetul are în subordine 1-2 echipaje de intervenție;
- echipajul/echipa de intervenție specific/specifică fiecărei/fiecărui autospeciale, utilaj reprezintă modulul de bază al subunității. Acesta/aceasta se constituie în baza instrucțiunilor tehnice de exploatare ale autospecialelor/utilajului.

.

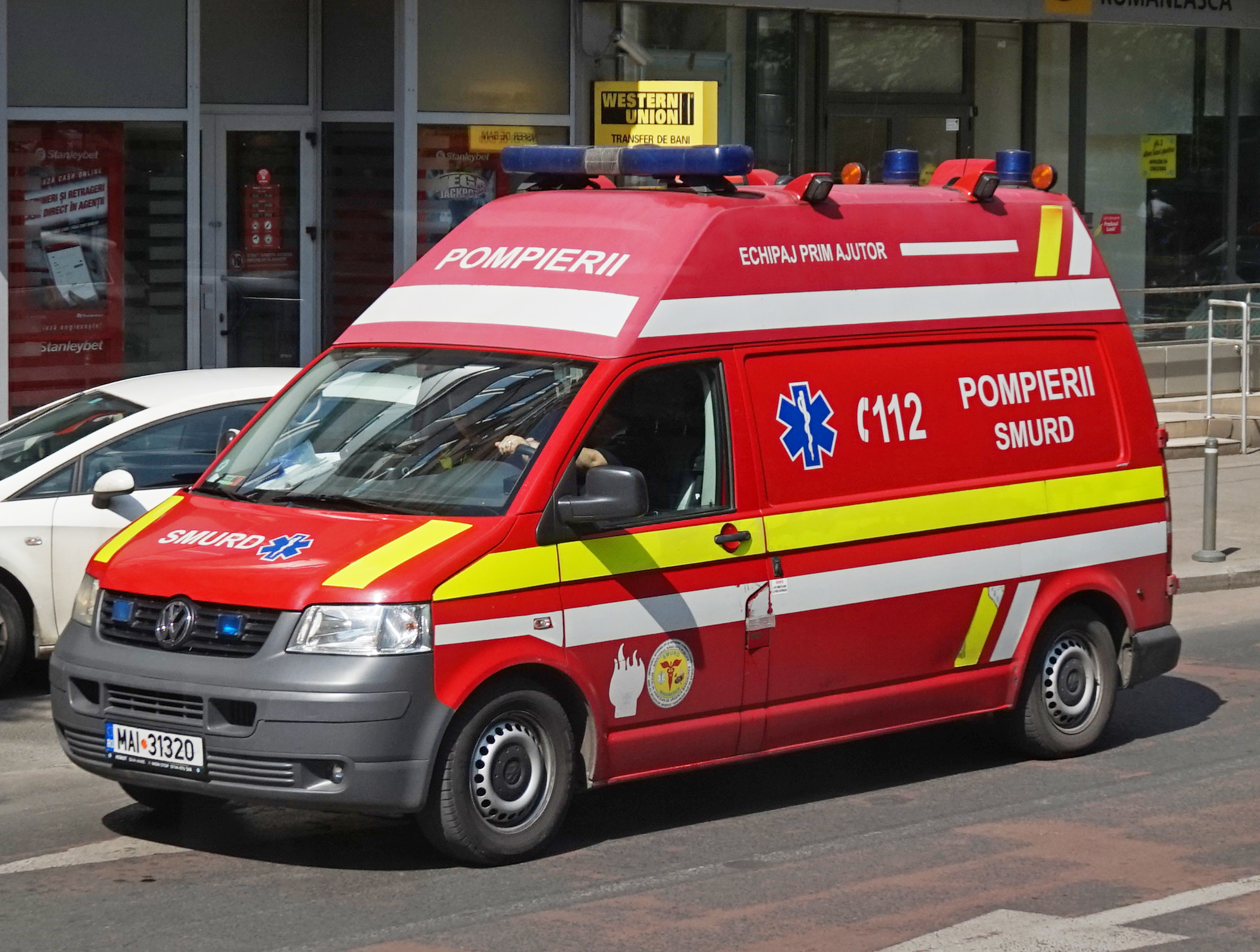
Pompierii - SMURD echipaj de prim ajutor

În raport cu natura riscurilor și frecvența de manifestare a acestora se constituie subunități specializate de pompieri, de protecție civilă și mixte.
Pentru fiecare subunitate (detașament special, detașament, secție, stație,  pichet) se stabilește un raion de intervenție sau un obiectiv de importanță deosebită. 
Conducerea fiecărui detașament și a fiecărei secții se asigură de către comandant care este subordonat ierarhic conform prevederilor legale.

## Servicii de pompieri

### Servicii profesioniste
Serviciile de urgență profesioniste sunt asigurate de către pompierii profesioniști din subordinea I.G.S.U. potrivit reglementărilor specifice. La nivel județean activitatea pompierilor  este condusă de către un inspector șef, iar în situațiile de urgență de către prefect care este coordonat operațional de către secretarul de stat, șef al Departamentul pentru situații de urgență.
Serviciile de urgență profesioniste funcționează ca inspectorate județene pentru situații de urgență și al municipiului București, având personalitate juridică. La nivelul fiecărei județ sunt constituite subunități de intervenție pentru situații de urgență.

### Servicii voluntare și private
Serviciile de urgență voluntare și/sau private sunt structuri specializate, altele decât cele aparținând serviciilor de urgență profesioniste, organizate cu personal angajat și/sau voluntar, în scopul apărării vieții, avutului public și/sau a celui privat împotriva incendiilor și a altor calamități, în sectoarele de competență stabilite cu avizul inspectoratelor.
Serviciile voluntare pentru situații de urgență (S.V.S.U.) funcționează la nivel local, iar activitatea acestora este condusă de către primar.

### Voluntariat în cadrul serviciului de pompieri
Voluntariat în cadrul serviciului de pompieri se poate face la serviciului voluntar pentru situații de urgență în localitate în care locuiești sau la o subunitate din cadrul Inspectoratului Județean pentru Situațíi de Urgență (I.S.U.) – program „Salvator din pasiune”.
Voluntarii pompieri in cadrul serviciului voluntar pentru situații de urgență desfășoară o serie de activități.
Exemple:
- activități de informare și instruire în domeniul apărare împotriva incendiilor;
- verificarea modului cum se respectă prevederile legale privind apărarea împotriva incendiilor, în zona de competență;
- participarea la stingerea incendiilor, salvarea, acordarea primului ajutor și protecția persoanelor, a animalelor și a bunurilor periclitate de incendii sau în alte situații de urgență[8].

Voluntar în cadrul programului „Salvator din pasiune” sunt voluntarii care desfășoară activități în cadrul I.S.U. și sunt ierarhizați în următoarele clase de competență:
- voluntar I sunt voluntarii cu vârsta de peste 16 ani, participă la cursurile de prim-ajutor de bază (fără echipamente medicale). După împlinirea a 240 de ore de voluntariat și absolvirea cursurilor stabilite poate participa la intervenții, după caz, în cadrul echipajelor de prim ajutor calificat;
- voluntar II sunt aceia care au vârsta de peste 18 ani, care vor fi pregătiți în vederea participării la intervenții în totalitatea acțiunilor pe care acestea le implică, în funcție de nevoile operative și pregătirea acestora. Voluntarii ce dispun de această clasă de competență, după efectuarea unui număr de 240 de ore de voluntariat, li se va asigura participarea la cursurile de prim ajutor calificat, descarcerare și operațiuni de salvare.
- voluntar III se acordă voluntarilor care dispun de contract de voluntariat de cel puțin doi ani, echivalentul a 480 de ore de voluntariat și au absolvit cursurile de prim ajutor de bază. Voluntarilor ce dispun de această clasă de competență li se va asigura participarea la cursurile de prim ajutor calificat cu competențe extinse, etc.

Activitatea de voluntariat se desfășoară pe baza unui contract de voluntariat, încheiat între I.S.U. și voluntar, în conformitate cu prevederile Legii nr. 78/2014.

## Coordonare intervenție
Coordonarea structurilor de intervenție la nivel județean se realizează prin prin centru operațional al inspectoratului județean pentru situații de urgență sau al altor structuri, după caz.
Pentru gestionarea situațiilor de urgență de amploare și complexitate ridicată la nivel de județ  se activează structuri de coordonare/conducere a intervenției: centru județean de coordonare și conducere a intervenției, denumite în continuare C.J.C.C.I. .

## Dotarea I.S.U.

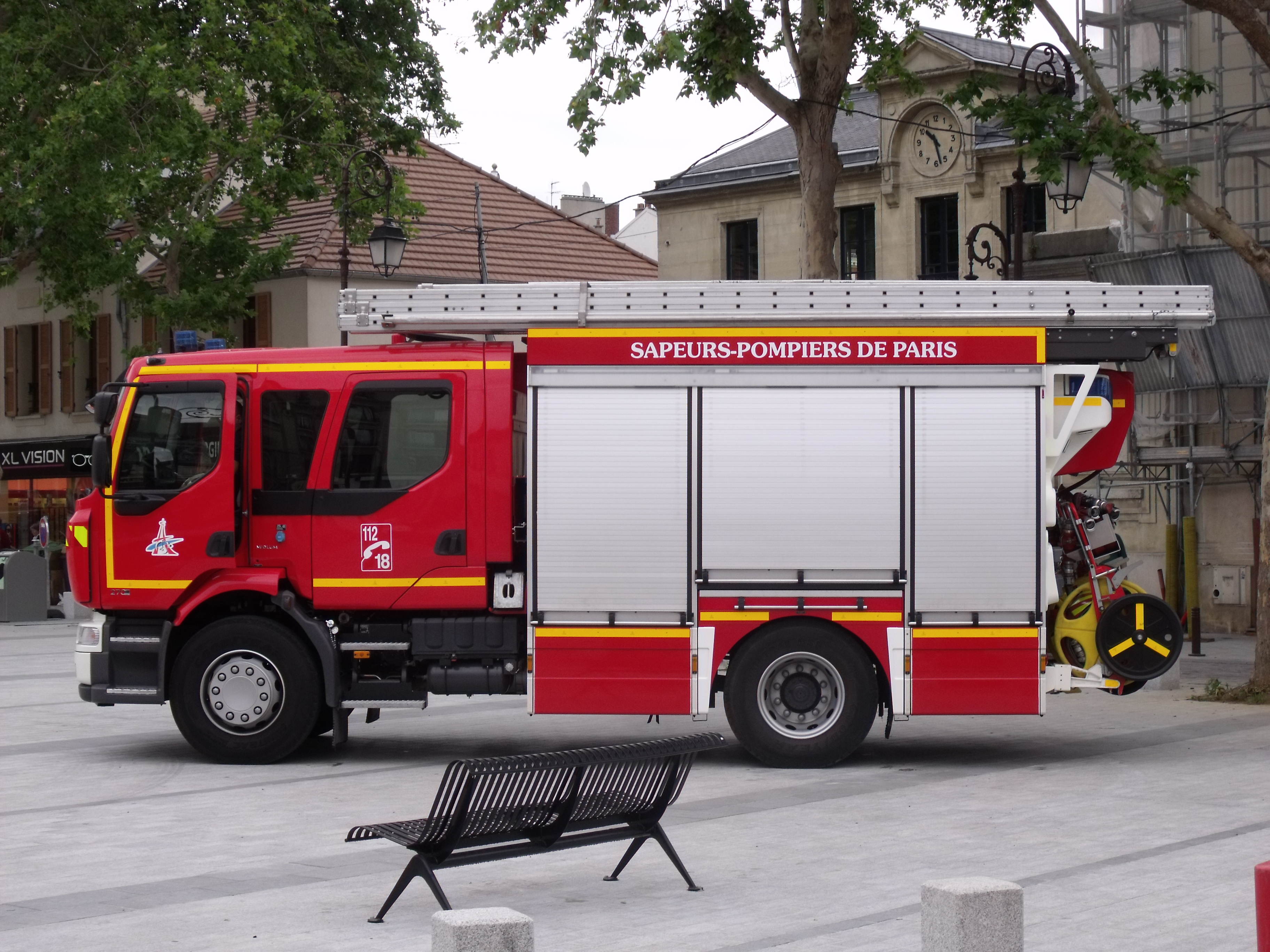
Autospecială pentru stingerea incendiilor(furgonetă) - Franța

Serviciile de urgentă  au în înzestrare autospeciale pentru intervenții la incendii și utilaje de intervenție, de descarcerare și acordare a primului ajutor, echipament și aparatura de transmisiuni, gestionare apeluri de urgenta, mijloace de transport, substanțe și alte materiale tehnice specifice, necesare în vederea îndeplinirii atribuțiilor prevazute de lege.

## Sărbători
13 septembrie - Zilei Pompierilor din România și 28 februarie Ziua Protecției Civile din România -  autoritățile administrației publice centrale și locale, agenții economici și instituțiile  acorda sprijin material și financiar în organizarea și desfășurarea concursurilor profesionale, a ceremoniilor și a altor acțiuni specifice ocazionate de aceste evenimente. Inspectoratele, formațiile de cadeți, cercurile aplicative de protecție civilă, precum și cercurile "Prietenii pompierilor" participă, cu echipe reprezentative, la concursuri profesionale și sportive internaționale.Unitățile pot colabora la desfășurarea activităților cu ONG inclusiv cu Asociația Națională a Cadrelor Militare în Rezervă și în Retragere din M.A.I. conform protocolului încheiat cu I.G.S.U..
31 mai - Ziua Rezervistului Militar. Cu această ocazie instituțiile publice din cadrul sistemului de apărare, ordine publică și siguranță națională pot sprijini, în condițiile legii, manifestările prilejuite de acest eveniment 

## Galerie

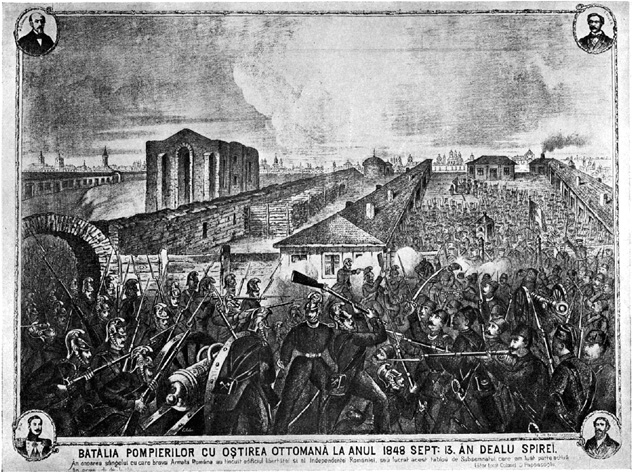
Gravură de epocă reprezentând Bătălia Pompierilor din Dealul Spirei;
Pompă de stingere a incendiilor acţionată manual (tulumbă), expusă în parcul din Geoagiu-Băi;
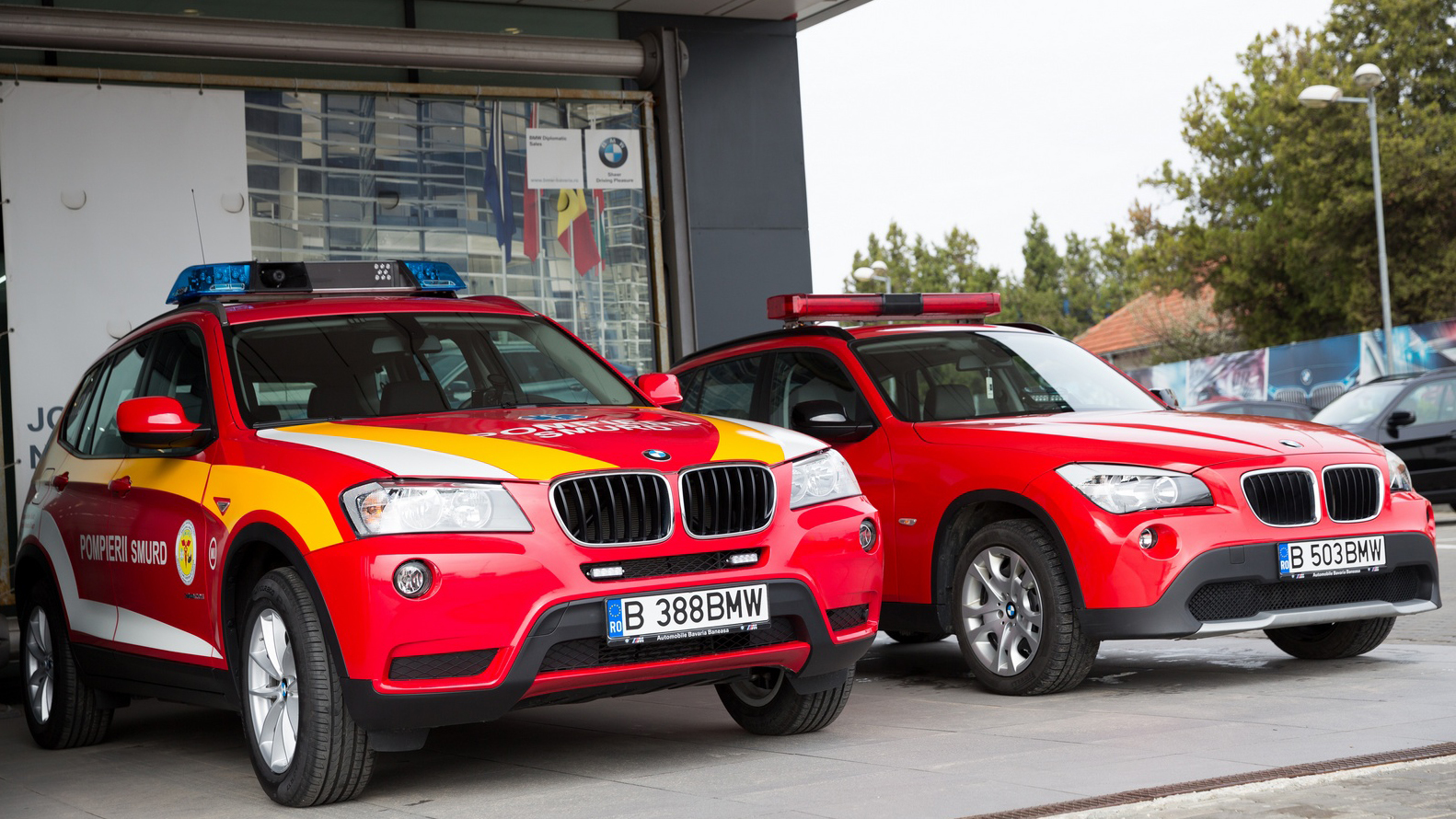
Autospeciale BMW ale Pompierilor și SMURD.
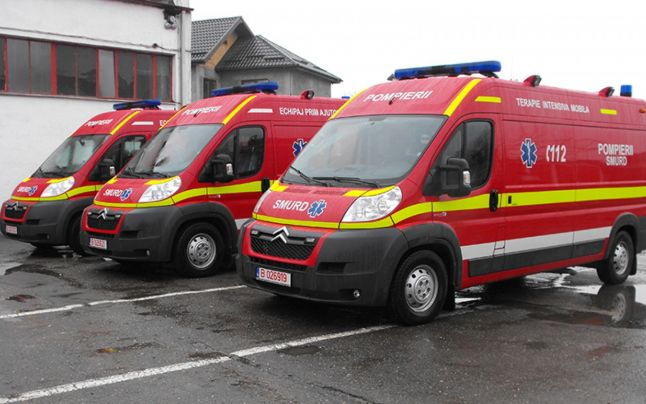
Mașini de intervenție ale Pompierilor și SMURD.
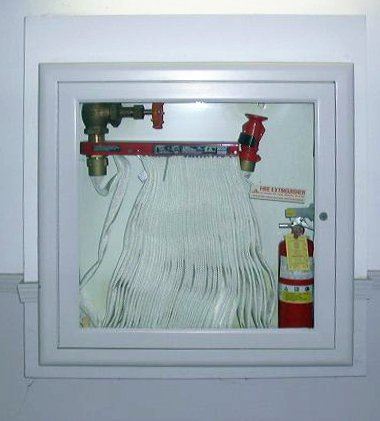
Hidrant de incendiu interior.